# 萨什科·纳塞夫

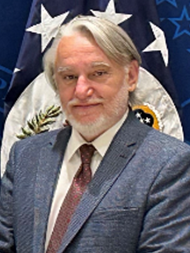
萨什科·纳塞夫

萨什科·纳塞夫（羅馬化：Saško Nasev；1966年—），北馬其頓作家、外交官。

## 經歷
曾任馬其頓駐加拿大大使，於2004年遞交國書。
後任索非亚北马其顿共和国文化信息中心执行主任。
2023年，被任命爲北馬其頓駐華大使。2024年2月16日抵華，2月20日遞交國書副本。